# Berit Reiss-Andersen

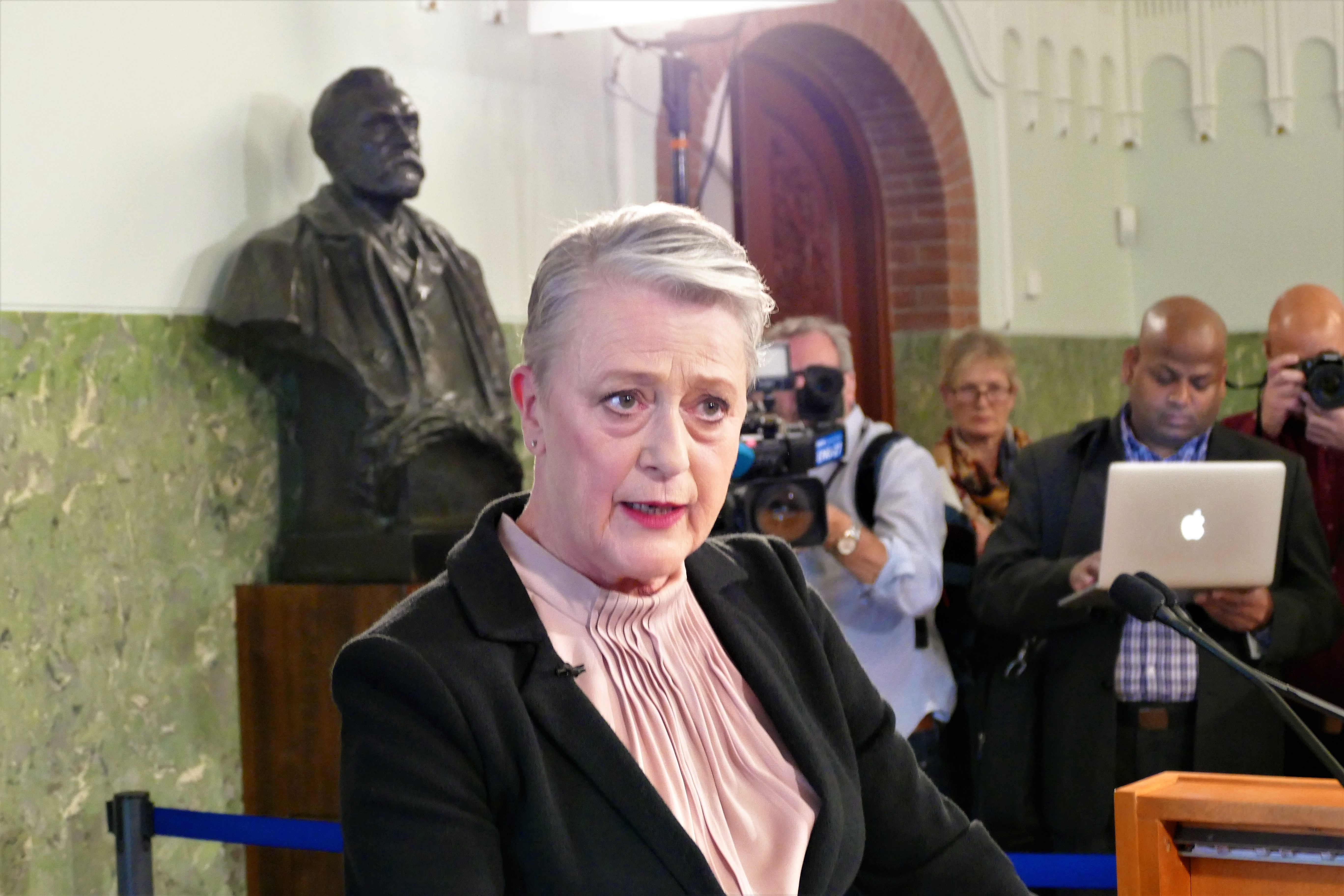
Berit Reiss-Andersen, 2018

Berit Reiss-Andersen (* 11. Juli 1954 in Drøbak) ist eine norwegische Rechtsanwältin, Autorin und Politikerin der Arbeiderpartiet (Ap).

## Leben
Reiss-Andersen ist die Enkelin des norwegischen Schriftstellers Gunnar Reiss-Andersen. Sie schloss im Jahr 1981 ihr Studium der Rechtswissenschaft ab. Ab 1987 war sie als Rechtsanwältin tätig. In der Zeit von 1996 bis 1997 war sie Staatssekretärin im norwegischen Justizministerium unter Justizministerin Anne Holt. Gemeinsam mit Holt veröffentlichte sie zwei Kriminalromane. Im Jahr 2002 begann sie, als Verteidigerin beim Obersten Gerichtshof von Norwegen zu arbeiten. In der Zeit von 2008 bis 2012 war sie Vorsitzende der norwegischen Anwaltskammer (Den Norske Advokatforening).
Nach ihrer Nominierung durch die Arbeiderpartiet ist Reiss-Andresen seit 2012 Mitglied im Norwegischen Nobelkomitee, das den Friedensnobelpreis vergibt. Im Jahr 2017 wurde sie Vorsitzende des Komitees.

## Buchveröffentlichungen mit Anne Holt
- 1997 Løvens gap
  - Im Zeichen des Löwen, dt. von Gabriele Haefs; München, Zürich: Piper 1999. ISBN 3-492-04148-5
- 2000 Uten ekko (mit Berit Reis-Andersen)
  - Das letzte Mahl, dt. von Gabriele Haefs; München, Zürich: Piper 2003. ISBN 3-492-27057-3